# Massakern i Newtown
Massakern i Newtown var en skolskjutning som ägde rum den 14 december 2012 i staden Newtown i Connecticut i USA. En ensam manlig förövare i 20-årsåldern, Adam Lanza, öppnade eld på för- och lågstadieskolan Sandy Hook Elementary School. Antalet dödsoffer var 28 personer varav 20 var elever på skolan, 6 vuxna på skolan, Adam Lanzas mor och Lanza själv. Gärningsmannens mor Nancy Lanza var frånskild och sköts i hemmet före massakern. Lanza begick självmord efter massakern.

## Händelseförloppet
Den 14 december 2012 sköt och dödade Adam Lanza sin mor Nancy Lanza, 52 år, med hennes eget vapen i hemmet som de delade i staden Newtown. Därefter tog Adam Lanza hennes bil och körde till Sandy Hook Elementary School, en skola med barn i ålder från förskola till fjärdeklass. Lanza sköt där sönder ett fönster strax efter 9:30. Han blev direkt konfronterad av skolans rektor Dawn Hochsprung och skolpsykologen Mary Sherlach. Lanza sköt och dödade de båda kvinnorna. Morden hördes i skolans PA-system. Personalen började då att ta till åtgärder enligt lockdown-protokollet för att skydda sina elever.
Lanza gick därefter in i Lauren Rousseaus klassrum där han dödade henne och 14 av barnen. Han fortsatte sedan till nästa klassrum där läraren, Victoria Soto hade gömt sina elever i garderoben. Hon försökte då att lura honom att eleverna var i en annan del av skolan. Men Lanza dödade henne samt 6 elever som försökte fly från sina gömställen. I skjutningen blev även Anne Marie Murphy och Rachel D'Avino dödade och 2 andra ur personalen blev skadade.
Första samtalet till räddningstjänsten kom in vid 9:35 lokal tid och polisen var på plats inom minuter. Man hörde då en sista serie av skott innan det tog slut och man fann senare Lanza död efter att han hade skjutit sig själv. 

## Förövare
Adam Lanza (född 22 april 1992) och hans mor Nancy Lanza bodde i Sandy Hook, några kilometer från grundskolan. Han hade inget tidigare brottsregister. Fadern Peter Lanza tror inte att Nancy Lanza var rädd för sonen. Hon hade inte heller uttryckt något till sin syster eller sin bästa vän om någon rädsla för sin son utan sov med sin dörr olåst och förvarade sina vapen i huset hon delade med sonen.

### Utvecklings- och psykiska problem
Från tidig ålder upplevde Adam utvecklingssvårigheter, speciellt med språk, kommunikation och sensorisk interaktion. Han visade också repetitiva beteenden samt motoriska svårigheter. Även om de första åren i grundskolan verkade lyckliga började han att undvika ögonkontakt och blev alltmer rädd framåt femte klass.
I medicinska register kan man se att Lanza led av ångest, asperger och tvångssyndrom. Däremot har många trott att han hade fått fel diagnos och hade schizofreni istället för asperger. Efter hans död ansåg den överordnade av läkarundersökningen att Lanza var anorektiker och var så undernärd att det hade lett till hjärnskador.

### Adam Lanzas uppväxt
Lanzas ångest och känslomässiga problem blev allt värre ju äldre han blev. När han gick i åttonde klass bestämde hans mor Nancy sig för att ta honom ur skolan. Han sattes då som "homebound" följande år. Homebound är steget längre än hemskolning och är för elever med funktionshinder som hindrar dem från att gå i skolan fastän de har extrahjälp på plats. När Lanza var 14 undersöktes han av "The Yale Child Study Center" som kom fram till att "homebound" bara skulle leda till ett mer isolerat liv och istället försämra hans ångest och problem. Lanza återvände då till skolan två år efter att han hade slutat och gick sedan ut 2009. Efter detta blev han bara mer isolerad och vägrade att lämna sitt rum. Han valde även att bara mejla med sin mor trots att de bodde i samma hus. Modern Nancy Lanza och fadern Peter Lanza skilde sig 2009 och Adam Lanza slutade mellan 2010 och 2012 att svara på sin faders mejl. Lanzas hade genom alla år haft svårt att få hjälp med sin sons problem.

### Vapen och massmord
Lanza var genom hela sin uppväxt omgiven av vapen. Hans föräldrar brukade ta med honom till skjutbanor och hans mor ägde själv minst fyra vapen. Däremot är det oklart om modern vidtog några åtgärder för att begränsa hans tillgång till vapen.
Adam Lanza hade ett stort intresse för massmord, speciellt skolskjutningar. Han hade till och med tumblr-konton som var namngivna efter några skolskjutare. Han beskrev på Columbine-forum hur han drömde om skjutningen på nätterna. Han gjorde olika kollage och samlingar av ljud, bilder och videor från olika skolskjutningar, både från filmer och från verkliga skjutningar. Han var nästan beroende av att samla ihop alla bilder, videor etc från de olika skjutningarna. Alla personer i de olika forumen där Adam skrev trodde att han bara skämtade.

## Konspirationsteorier
Flera konspirationsteorier som tvivlar på eller ifrågasätter vad som hände på Sandy Hook har florerat på internet. Diverse konspirationsteoretiker har exempelvis hävdat att massakern skulle ha orkestrerats av den amerikanska regeringen som en del i en utarbetad komplott för att få till stånd strängare vapenlagar.
I den mest spridda konspirationsteorin, som har populariserats av bland annat Jim Fetzer och Alex Jones, förnekas det att massakern över huvud taget har ägt rum, och att den var iscensatt med krisskådespelare eller med fingerade dödsoffer. Som ett resultat av konspirationsteorierna har offrens familjer utsatts för hot och trakasserier, eftersom de har anklagats för att ljuga för allmänheten för att vinna sympati. 
2018 inledde föräldrarna till flera barn som dödades i Sandy Hook-skjutningen en stämningsansökan mot Jones och andra konspirationsteoretiker för ärekränkning, och anklagade dem för att disseminera "falska, grymma och farliga påståenden". 2019 ändrade Jones sig och sade att massakern hade hänt på riktigt. 2022 ålades Jones att betala 965 miljoner dollar i skador till offrens familjer.